# Catarina Ykens I

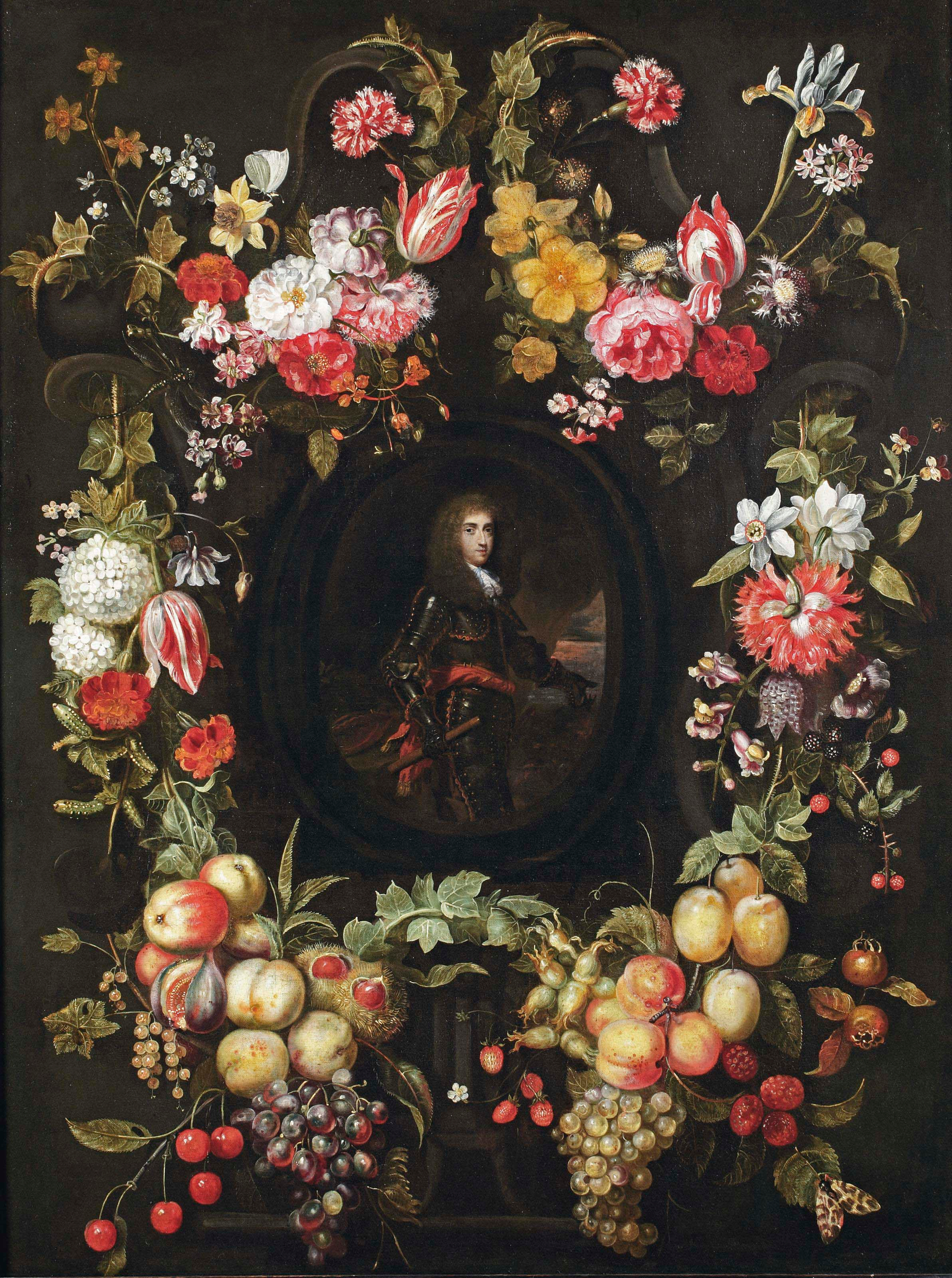
Guirnalda de flores con el retrato de un oficial de caballería.

Catarina Ykens (1608-1666) fue una pintora barroca flamenca.

## Biografía
Nacida en Amberes, fue hija de Lucas Floquet y hermana de otros tres pintores. En 1635 se casó con Frans Ykens, pintor como ella de bodegones de flores y frutas. Es conocida por sus guirnaldas florales, en las que en ocasiones colaboró con otros pintores como Gonzales Coques, que le pintaban las figuras.
No debe confundirse con otra pintora homónima, Catarina Ykens (II), nacida en 1659, hija de Johannes Ykens.